# 君のヤミは全部僕が背負う。
君のヤミは全部僕が背負う。（きみのやみはぜんぶぼくがせおう。）は、日本の女性アイドルグループ。

## 概要
Dream Portに所属するメンバーにより結成される。プロデューサーはRomage主催のSyn。広島を拠点に東京、名古屋、大阪など全国に活動を展開する。通称は「きみやみ」。

## 来歴
- 2017年9月　プレデビュー全国ツアーより活動開始。
- 2018年11月11日　結成1周年にて初のバンドセットワンマンライブ開催。
- 2019年11月8-10日　きみやみ2周年ヤミフェスを3DAYS開催。（広島・HIROSHIMA CLUB QUATTRO / LIVE VANQUISH / BACK BEAT)
- 2020年1月19日　ヤミフェス～春の陣～開催。バンドセット出演（広島・LIVE Reed）
- 2021年10月　4周年記念グッズとして、アパレルブランド「DEARIVETH」とのコラボパーカーを発表した。

## メンバー

### 命名規則
デビュー前のメンバー（研究生）の名前は一律して「Anonymous○（加入番号）」とされる。デビューの際、メンバーの持つコンプレックスや目標の英単語に読みを振ったものが正式名称となる。

### メンバー
| 名前   | 読み方 | 加入          | 備考                                        |
| ------ | ------ | ------------- | ------------------------------------------- |
| Recall | りこ   | 2022年1月15日 | 2022年2月13日から適応障害により活動休止中。 |

### 旧メンバー
| 名前   | 読み方 | 加入       | 卒業・脱退     |
| ------ | ------ | ---------- | -------------- |
| Remove | りむ   | 2017年9月  | 2018年11月11日 |
| Real   | りあ   | 2018年3月  | 2020年1月      |
| Link   | りん   | 2018年9月  | 2018年11月1日  |
| Reason | りず   | 2018年9月  | 2018年12月5日  |
| More   | もあ   | 2018年9月  | 2018年12月     |
| Rule   | るる   | 2018年9月  | 2022年1月      |
|        | える   | 2020年11月 |                |
| Nova   | のゔぁ | 2021年4月  | 2022年3月26日  |

## 作品

### デモシングル
- STARDUST demo ver.（2017年9月）
- 超平和理論 demo ver.（2017年9月）
- Theme of the- demo ver.（2017年9月）

### シングル
- STARDUST（2018年11月 DPR-0001）
作詞作編曲/Syn
M1.STARDUST
M2.STARDUST（Vocalless）
M3.STARDUST（Guitarless）
M4.STARDUST（Bassless）
M5.STARDUST（Drumsless）
- 超平和理論（2018年11月 DPR-0002）
作詞作編曲/Syn
M1.超平和理論
M2.超平和理論（Vocalless）
M3.超平和理論（Guitarless）
M4.超平和理論（Bassless）
M5.超平和理論（Drumsless）
- Theme of the-（2018年11月 DPR-0003）
作詞作編曲/Syn
M1.Theme of the
M2.Theme of the-（Vocalless）
M3.Theme of the-（Guitarless）
M4.Theme of the-（Bassless）
M5.Theme of the-（Drumsless）
- こんなにも撲たちは（2018年11月 DPR-0004）
作詞作編曲/Syn
M1.こんなにも撲たちは
M2.こんなにも撲たちは（Vocalless）
M3.こんなにも撲たちは（Guitarless）
M4.こんなにも撲たちは（Bassless）
M5.こんなにも撲たちは（Drumsless）
- VANISHINGSTARS（2019年11月 DPR-0005）
作詞作編曲/Syn
M1.VANISHINGSTARS
M2.VANISHINGSTARS（Vocalless）
M3.VANISHINGSTARS（Guitarless）
M4.VANISHINGSTARS（Bassless）
M5.VANISHINGSTARS（Drumsless）
- 革命の夜に―（2020年5月 DPR-0006）
作詞作編曲/Syn
M1.革命の夜に―
M2.革命の夜に―（Vocalless）
M3.革命の夜に―（Guitarless）
M4.革命の夜に―（Bassless）
M5.革命の夜に―（Drumsless）

### ソロシングル
- Rule Solo-RESISTANCE（2020年6月 DPR-0007）
作編曲/Syn 作詞/Rule
M1.RESISTANC
M2.RESISTANC（Vocalless）

### アルバム
- Wish upon a STAR（2020年9月1日 DPR-0008）
M1.STARDUST
M2.超平和理論
M3.こんなにも僕たちは
M4.VANISHINGSTARS
M5.革命の夜に―
M6.Theme of the―
M7.トモシビ（＃WIZE Cover）
M8.ラビリンス（Demo ver.）
M9.Shining World（Demo ver.）
M10.名もなき君へー

### ミュージックビデオ
- VANISHINGSTARS（2019年11月8日）
- 革命の夜に―（2019年11月8日）
- トモシビ（＃WIZE Cover）（2019年11月21日）

## ライブ

### 主催ライブ
| 年     | 日付     | タイトル                                                                        | 公演会場                             |
| ------ | -------- | ------------------------------------------------------------------------------- | ------------------------------------ |
| 2018年 | 3月25日  | りあデビューライブ                                                              | SECOND CRUTCH（広島）                |
| 2018年 | 4月18日  | ワン万円ワンマンライブ                                                          | SECOND CRUTCH（広島）                |
| 2018年 | 6月6日   | 空前絶後のワンチャンインスタ映えするとりまどちゃくそやばみが深い最&高なライブ卍 | SECOND CRUTCH（広島）                |
| 2018年 | 10月31日 | きみやみオフ会 HELLOWEEN NIGHT                                                  | 広島市街地～スマトラタイガー（広島） |
| 2018年 | 11月10日 | オールナイトイベント 眠らNIGHT                                                  | ミスカラ舟入店イベントホール（広島） |
| 2018年 | 11月11日 | きみやみ 1周年記念 バンドセットライブ                                           | SECOND CRUTCH（広島）                |
| 2018年 | 12月16日 | Rule生誕祭                                                                      | Peace Cafe（広島）                   |
| 2019年 | 4月27日  | きみやみ1コインワンマン                                                         | 新宿Motion（東京）                   |
| 2019年 | 6月21日  | オールナイトイベント 眠らNIGHT                                                  | mitte宇品イベントホール              |
| 2019年 | 6月22日  | 催新メンバー&新グループお披露目GIG                                              | HIROSHIMA CLUB QUATTRO（広島）       |
| 2019年 | 8月3日   | りあ無人島生誕祭                                                                | 無人島（広島）                       |
| 2019年 | 8月18日  | きみやみ2周年まであと3ヶ月！カウントダウンライブ                                | HIROSHIMA CLUB QUATTRO（広島）       |
| 2019年 | 10月9日  | きみやみ2周年カウントダウンGIG〜新衣装お披露目SP〜                              | HIROSHIMA CLUB QUATTRO（広島）       |
| 2019年 | 11月8日  | きみやみ2周年ヤミフェスDAY.1 一日メイド体験                                     | メイドカフェ グランクール（広島）    |
| 2019年 | 11月9日  | きみやみ2周年ヤミフェスDAY.2                                                    | HIROSHIMA CLUB QUATTRO（広島）       |
| 2019年 | 11月10日 | きみやみ2周年ヤミフェスDAY.3                                                    | LIVE VANQUISH / BACK BEAT（広島）    |
| 2019年 | 11月23日 | IDOLIZM                                                                         | HIROSHIMA CLUB QUATTRO（広島）       |
| 2019年 | 12月14日 | るる生誕祭前夜祭！！オールナイトイベント 眠らNIGHT無限耐久地獄カラオケ編        | 会場非公開（広島）                   |
| 2019年 | 12月15日 | るる生誕祭 アイススケートの夜にー、公開レコーディング×スタジオライブの夜にー    | 会場非公開（広島）                   |
| 2020年 | 1月19日  | ヤミフェス～春の陣～バンドセット出演                                            | LIVE Reed（広島）                    |

#### 出演ライブ
多数のため主なもののみ記載。
2018年
- 8月8日　FROZEN CAKE BAR×爆弾幸気圧カップリングツアーNice to 肉 you（広島・SECOND CRUTCH）
- 7月15日　フェスボルタ（東京・渋谷複数会場）
- 12月25日　アイドルクリスマスパーティーin山口（山口・RISING HALL）
- 12月29日　、MUSIC SHOWER2018〜2018年もありがとうSP〜（兵庫・神戸亜Harbor Studio）

2019年
- 1月20日　基町ワールドカーニバル（広島・NTTクレドホール）
- 2月2日　ZURUDOGURA（大阪・心斎橋複数会場）
- 2月10-11日　CHAOS（東京・目黒鹿鳴館）
- 2月16日　MORE！MORE！MORE！（大坂・心斎橋SUN HALL）
- 3月16日　東海アイドルサミット（愛知・名古屋市港区メイカーズピア）
- 3月23日　HIROSHIMA MUSIC STADIUM ハルバン2019（広島・広島複数会場）
- 4月28日　MUSIC SHOWER FES 2019 SPRING CIRCUITFES（大阪・心斎橋複数会場）
- 5月2日　RAD iD LIVE-Climb the stairs（愛知　SPADE BOX）
- 5月4日　お城まつりの余韻はまだ終わらないぞ！@高松ゲットホール（香川・高松ゲットホール）
- 6月4-5日　MistFES（愛知・名古屋複数会場）
- 7月7日　夏の限界突破！祭り（大阪・心斎橋SUN HALL）
- 7月30日　渋谷♡kawaway（東京・渋谷Milkyway）
- 8月2日　POP IN FESTIVAL~PIF2019開幕~（東京・SHIBUYA CLUB QUATTRO）
- 8月11日　IDOL FILE IN OSAKA SUMMER FESTIVAL!!!（大阪・心斎橋SUN HALL）、MORE FES.2019（大阪・名村造船所跡地クリエイティブセンター）
- 9月7日　MUSIC SHOWER AUTUMN FES 2019（大阪・味園ユニバース）
- 9月8日　MUSIC QUEST（大阪・バナナホール）
- 9月14日　少女大博覧会（大阪・心斎橋SUN HALL）
- 9月28日　MORE！MORE！MORE！（東京・渋谷チェルシーホテル）
- 10月5日　第2回ステップ踏会議（愛知・名古屋若宮広場）、東海アイドルサミット（愛知・名古屋市港区メイカーズピア）
- 11月3日　IDOL戻り鰹フェス（j高知・県BAY5SQUARE）
- 11月18日　江夏甲子園（東京・池袋CYBER）
- 11月22日　RAD iD LIVE（愛知・名古屋RAD HAL）
- 11月27日　BABY PORTABLE IDOL #ベビポ！（大阪・阿倍野ROCKTOWN）
- 12月7日　FluoLightArchxDramatical Records pre 「SOUND MALIA PROJECT.T」（愛知・名古屋複数会場）

2020年
- 2月23日　-idol is Burning 2020"Preparatory battle"3マン公演（愛媛・松山サロンキティ）
- 2月24日　-idol is Burning 2020 "VOLTAGE"MATSUYAMA edition-(愛媛・松山サロンキティ)
- 3月1日　毒鼠研究会SP（愛知・名古屋RAD HALL）、楽遊アイドルフェス〜ひな祭りSP〜in名古屋（X HALL ZEN）
- 4月3日　RAD JAM出演権争奪ライブ（愛知・名古屋RAD HALL）